# Hoffnungstaler Stiftung Lobetal

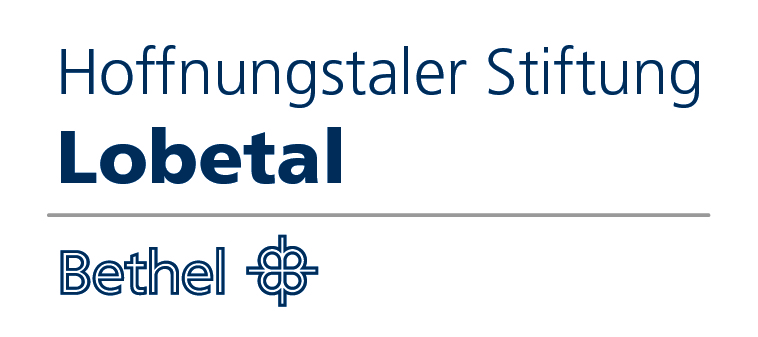
Logo der Stiftung

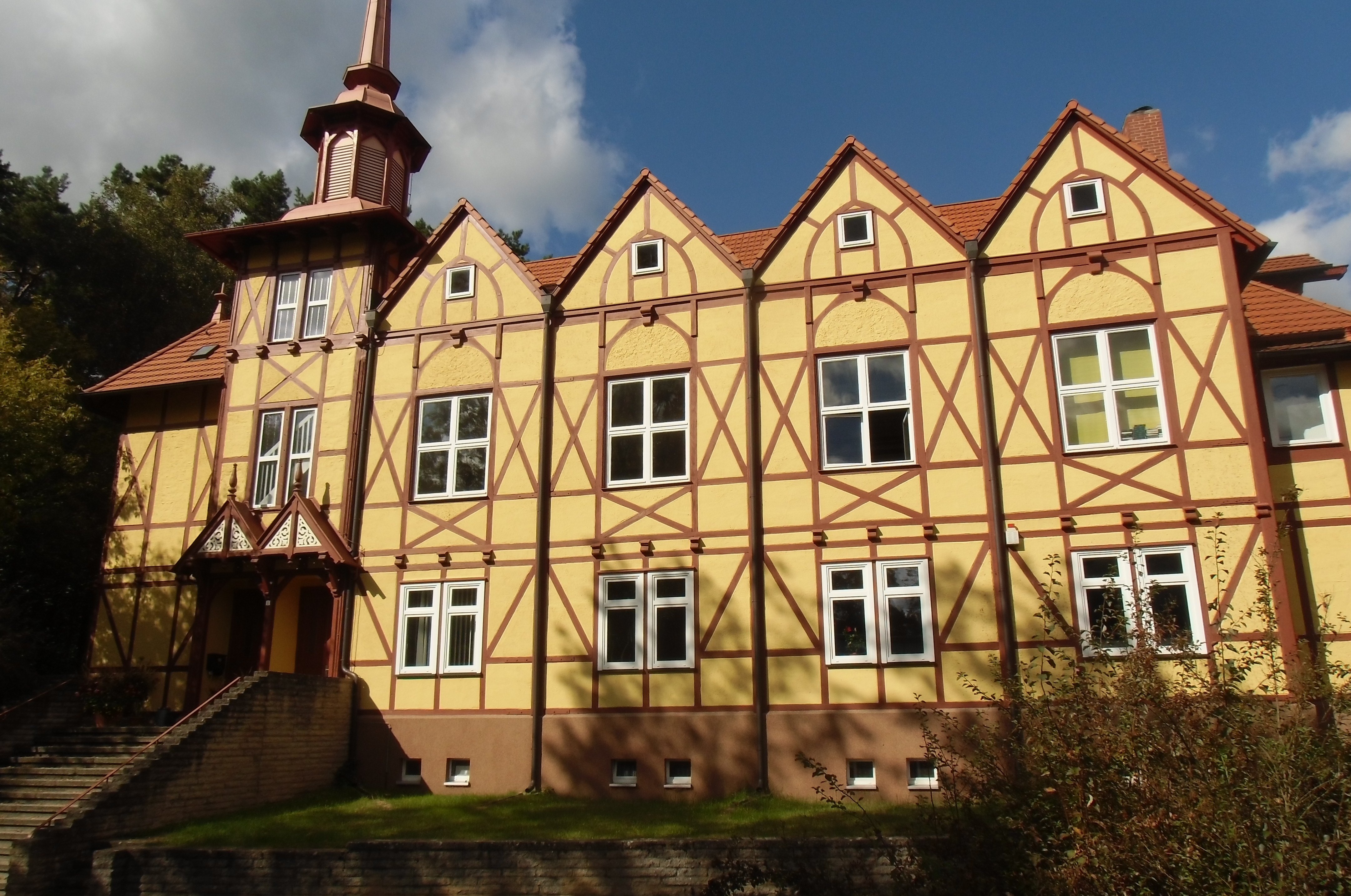
Begegnungszentrum der Stiftung

Die Hoffnungstaler Stiftung Lobetal (bis Ende 2010: Hoffnungstaler Anstalten Lobetal) ist eine von fünf Stiftungen der von Bodelschwinghschen Stiftungen Bethel. Ihr Zweck ist durch die Stiftungssatzung festgelegt. Die Hoffnungstaler Stiftung Lobetal ist als gemeinnützigen, mildtätigen und kirchlichen Zwecken dienendes Unternehmen anerkannt. Es ist eine kirchliche Stiftung privaten Rechts und steht unter der Stiftungsaufsicht der Ev. Kirche von Westfalen. Lobetal liegt mit ihrem Zentrum, der Ortschaft Lobetal, 15 km nordöstlich von Berlin. Heute stehen rund 3.950 Plätze in der Altenhilfe, Teilhabe, Hilfe für Menschen mit Epilepsie mit einer Epilepsieklinik, in der Suchtkrankenhilfe, in der ambulanten und stationären Hospizarbeit, in der Kinder- und Jugendhilfe, in Werkstätten für behinderte Menschen, mehreren beruflichen Schulen und in Kindertagesstätten zur Verfügung. Außerdem gehören ein Tagungszentrum, eine Kleidersammlung mit Secondhand-Laden, zwei Landwirtschaftsbetriebe, ein Minimarkt und eine Bio-Molkerei zum Angebot.

## Geschichte
Am 28. März 1905 gründete Pastor Friedrich von Bodelschwingh den Verein Hoffnungtal für die Obdachlosen der Stadt Berlin e. V. Er leitete seit 1872 die Anstalt Von Bodelschwinghschen Anstalten Bethel bei Bielefeld, eine 1867 von Bielefelder Kaufleuten gegründete Einrichtung für epilepsiekranke Menschen. Von Bodelschwingh, seit über einem Jahr Abgeordneter des Preußischen Landtages, ließen die Bilder der vagabundierenden Obdachlosen in den Straßen und Asylen der deutschen Hauptstadt nicht ruhen. Kämpfte er tagsüber am Rednerpult des Landtages für ein Gesetz zum Wohle der Wanderarbeiter, so zog er manchen Abend in die Obdachlosenasyle am Rande der Stadt (z. B. das Asyl Palme in der Fröbelstraße, heute ein Krankenhaus, Prenzlauer Allee/Ecke Danziger Straße), um dort für sein Hoffnungstal zu werben.
Im Sommer 1905 pachtete von Bodelschwingh in Rüdnitz bei Bernau einen Hof, um von dort aus mit seinen „Brüdern der Landstraße“, wie er die Obdachlosen und Tippelbrüder liebevoll nannte, am Ortsrand eine erste Arbeiterkolonie zu errichten, die er programmatisch Hoffnungstal nannte. In Berlin und seinen Vororten versuchte er, finanzielle Unterstützung zu den Unterhaltskosten zu erhalten, was (meist) abschlägig beschieden wurde.
Im November 1905 bezogen, zeichnete sich bereits im Frühjahr 1906 ab, dass auf Grund des großen Zuspruchs aus den Obdachlosenasylen Berlins weitere Gebäude notwendig wurden. 1906 entstand die Arbeiterkolonie Lobetal.
Während der Zeit des Nationalsozialismus weigerten sich die Hoffnungstaler Anstalten, Patienten an die Landeskrankenhäuser abzugeben, da diese dort im Rahmen der Euthanasie (Aktion T4) ermordet worden wären. Zu verdanken ist dies vor allem dem großen persönlichen Engagement des damaligen Leiters Paul Gerhard Braune, der dafür auch für drei Monate in Gestapo-Haft war. Im Jahre 1939 mussten die Hoffnungstaler Anstalten Lobetal 1,5 km nordwestlich des Ortes ein Gelände für die Seekriegsleitung der Kriegsmarine zur Verfügung stellen (Deckname Koralle).
Nach dem Krieg und der Gründung der DDR wollte die SED ab 18. Mai 1953 die Hoffnungstaler Anstalten Lobetal nach einer Enteignung übernehmen. Doch der noch immer amtierende Leiter Braune konnte die Sowjetische Besatzungsmacht zum Abzug bewegen und so die christliche Einrichtung weiter führen. Die Anlage entwickelte sich danach zur größten Behinderteneinrichtung der DDR mit 1200 Bewohnern und 550 Mitarbeitern.
Nach der politischen Wende flüchtete die Familie Margot und Erich Honecker und erhielt Unterkunft im Haus des damaligen Leiters Uwe Holmer. Sie wohnten hier vom 30. Januar bis zum 3. April 1990.

## Feldbahn Hoffnungstal

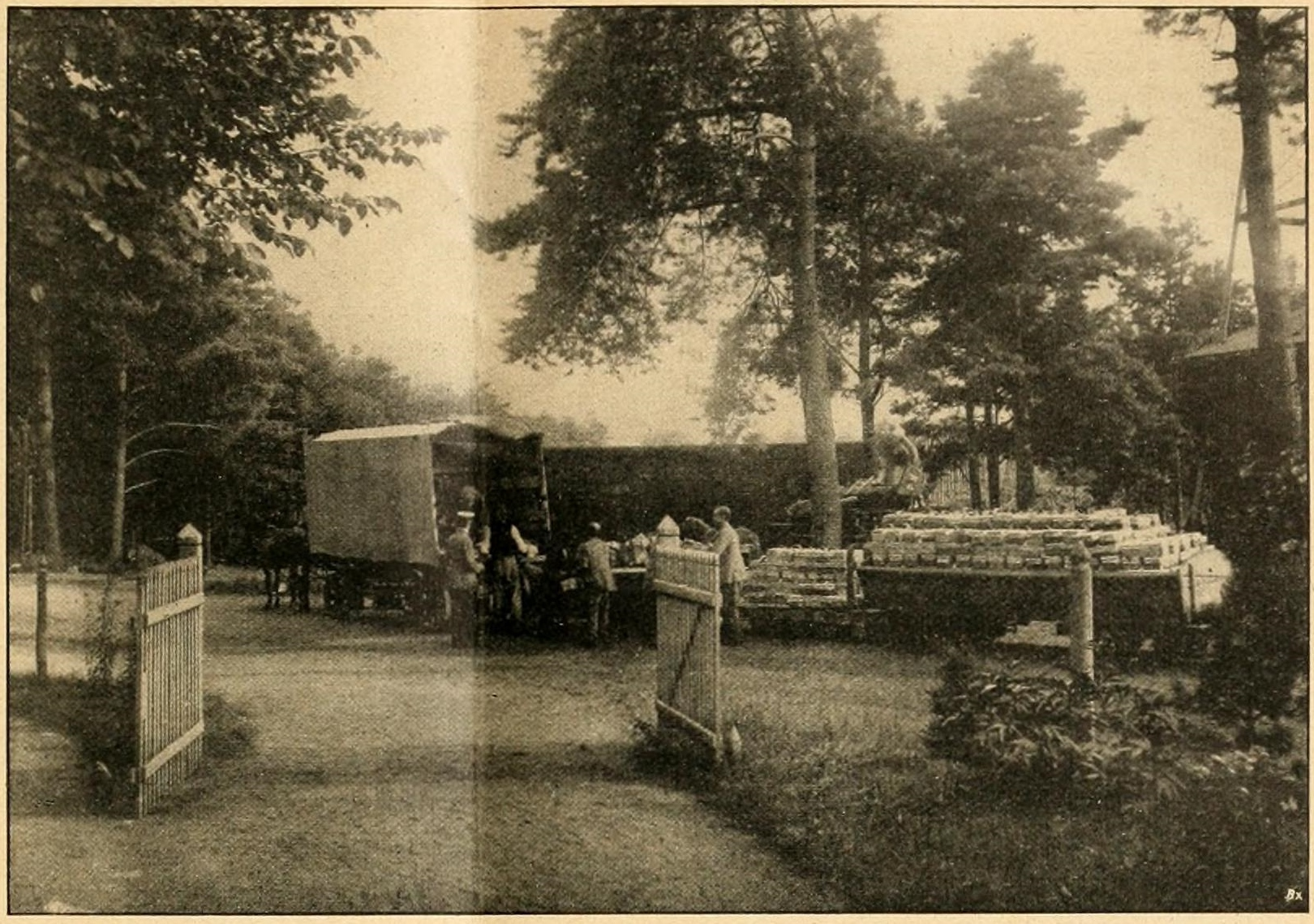
Feldbahn Hoffnungstal

Bereits 1906 wurde eine Feldbahn zwischen dem Bahnhof Rüdnitz und Lobetal mit einer Spurweite von 600 mm errichtet, die dem Materialtransport vom Bahnhof in Rüdnitz in die Siedlung, der Erschließung der Landwirtschaft sowie dem Obst- und Gartenbau diente. 1985 wurde eine der Feldbahnlokomotiven, die mit der Fabriknummer 933 im Jahr 1946 gebaute Schöma V–KML51 mit Gasantrieb, die 1972 erworben wurde, an das Feldbahnmuseum Oekoven abgegeben.

## Hoffnungstaler Stiftung Lobetal seit dem späten 20. Jahrhundert
Heute sind die 23 Standorte der Einrichtung neben Lobetal in den vier Bundesländern Brandenburg, Berlin, Sachsen und Sachsen-Anhalt verteilt: Dreibrück bei Nauen, Neuruppin, Zehdenick, Eberswalde, Blütenberg bei Lichterfelde, Groß Schönebeck, Klosterfelde, Biesenthal, Ladeburg (Ortsteil von Bernau), Bernau, Elisenau bei Ahrensfelde, Erkner, Werneuchen, Strausberg, Reichenwalde, Storkow, Cottbus, Spremberg, Berlin-Mitte (Bernauer Straße 115–118), Waltersdorf-Neue Sorge, Bad Kösen und Bremen. Sie gehören auch heute noch zu den Einrichtungen des Diakonischen Werkes der Evangelischen Kirche in Deutschland.
Nicht zu verwechseln ist die Stiftung mit der 1928 von Erna Biedermann gegründeten Einrichtung für sozial vernachlässigte Kinder namens Lobetal, aus der sowohl die heutige Lobetal gGmbH in Lübtheen als auch Lobetal in Celle der Lobetalarbeit e. V. hervorgegangen sind, die ebenfalls zur Diakonie gehören.

## Geistliche Vorsteher der Anstalten
- 1908–1922: Friedrich Onnasch
- 1922–1954: Paul Gerhard Braune
- 1954–1983: Karl Pagel
- 1983–1990: Uwe Holmer